# Whatever Happened to Love?
Whatever Happened to Love? — концертный альбом американской джазовой певицы Бетти Картер, выпущенный в 1982 году на её собственном лейбле Bet-Car Records, позднее он был лицензирован и переиздан на лейбле Verve Records. Альбом был записан 27 марта 1982 года в нью-йоркском ночном клубе The Bottom Line при поддержке её трио того времени и оркестра из 15 человек (в основном струнных) под управлением Дэвида Амрама на нескольких композициях.
На 26-й церемонии премии «Грэмми» Картер с этим альбомом была номинирована за лучшее джазовое вокальное исполнение среди женщин.

## Отзывы критиков
| Оценки критиков                            | Оценки критиков |
| Источник                                   | Оценка          |
| ------------------------------------------ | --------------- |
| AllMusic                                   | [ 4 ]           |
| Encyclopedia of Popular Music              | [ 5 ]           |
| The Rolling Stone Jazz Record Guide        | [ 6 ]           |
| The Rolling Stone Jazz & Blues Album Guide | [ 7 ]           |

Брайан Олевник из AllMusic написал: «Это приятный сет, хотя и не дотягивающий до экстатических высот, которых мисс Картер часто достигала в 60-х и начале 70-х. Выбранные произведения в целом медленные и даже зажигательные, за исключением ее классической „With No Words“, и, особенно когда присутствуют струнные, в них слишком много мягкости и слишком мало остроты. В целом, это не абсолютно необходимый релиз Картер, но он вполне может вскружить головы слушателям, незнакомым с ней, или тем, кто ранее избегал её».
Рецензент журнала Billboard заявил, что Картер достигла апогея на превосходном концертном сете, и добавил, что это — первоклассный материал.
Музыкальный критик Уилл Фридуолд отметил: «Вместо того чтобы быть слишком джазовой и абстрактной для обычного, не закоренелого слушателя, Картер абстрагирует мелодии, напевая их почти мучительно медленно; я не могу представить, чтобы кто-то, кто любит джаз или стандарты, не наслаждался всем, что есть в Whatever Happened to Love?».
Звукорежиссёр Дэвид Хьюитт в своей книге, посвящённой концертным записям, написал, что было особенное шоу одной из самых уникальных певиц, когда-либо выступавших на сцене, и это была идеальная сцена для неё. И хотя, по его мнению, группе было тесновато на клубной сцене, но всё работало отлично и звучало великолепно, очень интимно. «Бетти была такой очаровательной и грациозной, это было замечательное выступление», — резюмировал он.

## Список композиций
1. «What a Little Moonlight Can Do» (Гарри М. Вудс) — 10:10
2. «Cocktails for Two» (Сэм Кослоу, Артур Джонстон) — 6:20
3. «Social Call» (Гордон Дженкинс) — 2:23
4. «Goodbye» (Гордон Дженкинс) — 7:29
5. «With No Words» (Бетти Картер) — 4:31
6. «New Blues (You Purrrrrrr)» (Бетти Картер) — 6:20
7. «I Cry Alone» (Берт Бакарак, Хэл Дэвид) — 4:30
8. «Abre la Puerta» (Бетти Картер) — 7:05
9. «Ev’ry Time We Say Goodbye» (Коул Портер) — 5:48

## Участники записи
- Бетти Картер — вокал
- Халид Мосс — фортепиано
- Кертис Ланди — контрабас
- Льюис Нэш — барабаны